# Perigi (Kota Kayu Agung)
Perigi is een bestuurslaag in het regentschap Ogan Komering Ilir van de provincie Zuid-Sumatra, Indonesië. Perigi telt 581 inwoners (volkstelling 2010).